# Пиш (гмина)
Пиш (пол. Pisz) — городско-сельская гмина (волость) в Польше, входит как административная единица в Пишский повет, Варминьско-Мазурское воеводство. Население — 27 103 человека (на 2004 год).

## История
До 1945 года город был в Восточной Пруссии и назывался Йоханнисбург (нем.  Johannisburg).

## Демография
| Перепись                       | Всего   | Всего | Женщины | Женщины | Мужчины | Мужчины |
| ------------------------------ | ------- | ----- | ------- | ------- | ------- | ------- |
| Единицы                        | человек | %     | человек | %       | человек | %       |
| Население                      | 27 103  | 100   | 13 609  | 50,4    | 13 494  | 49,8    |
| Плотность населения (чел./км²) | 42,7    | 42,7  | 21,4    | 21,4    | 21,3    | 21,3    |

## Сельские округа
1. Бабросты
2. Богумилы
3. Борки
4. Цесина
5. Хейдык
6. Имёнек
7. Ягодне
8. Еглин
9. Еже
10. Каленчин
11. Карпа
12. Карвик
13. Кочол
14. Кочол-Дужы
15. Кочолек-Шляхецки
16. Квик
17. Лиски
18. Лупки
19. Лысоне
20. Мальданин
21. Машты
22. Петшики
23. Пильхы
24. Погобе-Сьредне
25. Раково
26. Раково-Писке
27. Ростки
28. Снопки
29. Старе-Гуты
30. Старе-Усчаны
31. Щехы-Мале
32. Щехы-Вельке
33. Шероки-Бур-Писки
34. Тшонки
35. Туросль
36. Турово
37. Турово-Дуже
38. Вонглик
39. Вяртель
40. Завады
41. Здоры
42. Здуново
43. Яськово
44. Недзведзе
45. Анушево
46. Погобе-Тыльне
47. Вяртель-Малы
48. Вельки-Ляс

## Соседние гмины
1. Гмина Бяла-Писка
2. Гмина Кольно
3. Гмина Лысе
4. Гмина Ожиш
5. Гмина Миколайки
6. Гмина Розоги
7. Гмина Ручане-Нида
8. Гмина Туросль